# The Least We Can Do Is Wave to Each Other
The Least We Can Do is Wave to Each Other — второй студийный альбом британской рок-группы Van der Graaf Generator, выпущенный в феврале 1970 года.

## Об альбоме
Пластинка является первым полноценным релизом группы. Первый альбом, The Aerosol Grey Machine, был записан солистом группы Питером Хэммиллом, но по договорённости со звукозаписывающей компанией вышел как дебют Van der Graaf Generator.

## Список композиций
Все песни написаны Питером Хэммиллом, за исключением указанных.

### Первая сторона
1. «Darkness (11/11)» — 7:28
2. «Refugees» — 6:23
3. «White Hammer» — 8:15

### Вторая сторона
1. «Whatever Would Robert Have Said?» — 6:07
2. «Out of My Book» (Хэммилл, Дэвид Джексон) — 4:08
3. «After the Flood» — 11:29

### Бонусные треки
1. «Boat of Millions of Years» — 3:50 (бонусный трек, вошедший в переиздание альбома)
2. «Refugees (single version)» — 5:24 (бонусный трек, вошедший в переиздание альбома)

## Участники записи
- Питер Хэммилл — акустическая гитара, лид-вокал; фортепиано («Refugees»)
- Хью Бэнтон — орган, фортепиано, бэк-вокал
- Ник Поттер — бас-гитара, электрогитара
- Гай Эванс — ударные, перкуссия
- Дэвид Джексон — саксофоны, флейта, бэк-вокал

Приглашённые музыканты
- Герри Сэлисбёри — корнет («White Hammer»)
- Майк Хёрвиц — виолончель («Refugees»)

Продюсирование
- Van der Graaf Generator — аранжировка
- Джон Энтони — продюсирование
- Робин Джеффри Кэйбл — запись, инженеринг